# Mordella apicalis
Mordella apicalis es una especie de coleóptero de la familia Mordellidae. La especie fue descrita científicamente por Maurice Pic en 1929.

## Subespecies
- Mordella apicalis apicalis Pic, 1929
- Mordella apicalis diamantinensis Pic, 1936
- Mordella apicalis inapicalis Pic, 1936
- Mordella apicalis jatayensis Pic, 1929
- Mordella apicalis latebasalis Pic, 1936

## Distribución geográfica
Habita en Brasil.